# Lake Butler
La ville de Lake Butler est le siège du comté d'Union, situé en Floride, aux États-Unis.

## Démographie
| 1900 | 1910 | 1920 | 1930 | 1940 | 1950  |
| ---- | ---- | ---- | ---- | ---- | ----- |
| 431  | 685  | 756  | 886  | 923  | 1 040 |

| 1960  | 1970  | 1980  | 1990  | 2000  | 2010  |
| ----- | ----- | ----- | ----- | ----- | ----- |
| 1 311 | 1 598 | 1 830 | 2 116 | 1 927 | 1 897 |

Selon le recensement de 2010, Lake Butler compte 1 897 habitants. La municipalité s'étend sur 2,40 milles carrés (6,22 km2), dont 2,27 milles carrés (5,88 km2) de terres.

## Histoire
La ville est nommée en l'honneur de Robert Butler (en), qui a reçu la capitulation de la Floride orientale par les espagnols.